# Metasomatisme
Metasomatisme o procés metasomàtic és l'alteració química de la roca per hidrotermalisme i altres fluids.
Pot ser un procés diagenètic o metamòrfic

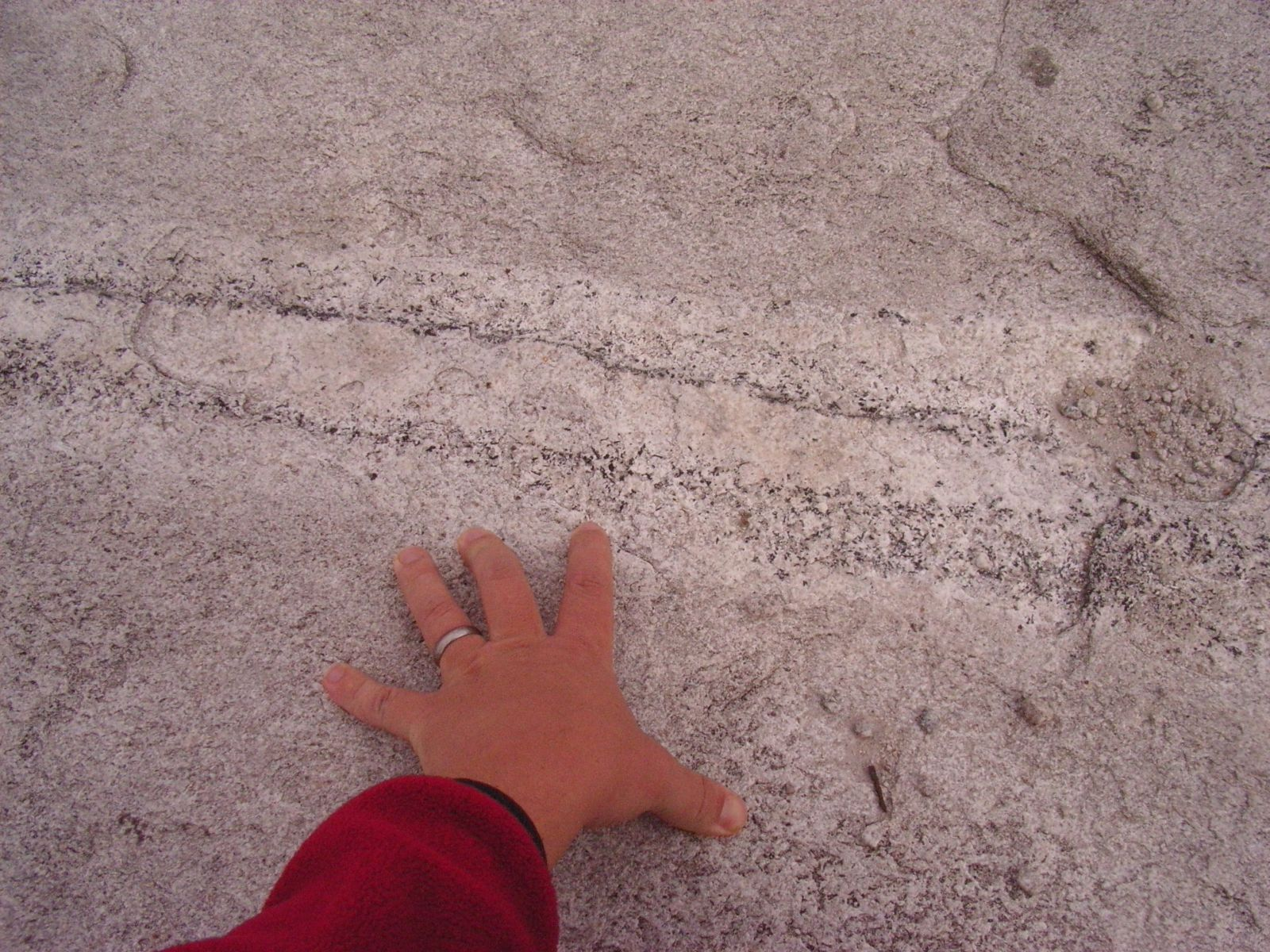
Alteració metamòrfica de l'albita + hornblenda + turmalina en granit metamorfic, Stone Mountain, Atlanta

El mecanisme d'acció del metasomatisme implica que és un comportament de sistema obert, el qual és diferent del metamorfisme clàssic que és un canvi mineralògic in situ de la roca sense un canvi apreciable en la química de la roca.Com que el metamorfisme normalment requereix aigua, per tal de facilitar les reaccions metamòrfiques, el metasomatisme i el metamorfisme gairebé sempre ocorren junts.
A més, pel fet que el metasomatisme és un procés de transferència de massa, no està restringit a roques en les quals els canvis es fan per addició d'elements químics i minerals o compostos hidratats. Això queda il·lustrat, per exemple, en la formació de dipòsits d'or els quals son producte de la concentració focalitzada de fluids derivats de molts quilòmetres cúbics d'escorça terrestre deshidratada en zones sovint primes i altament metasomitzades de la Terra.
El metasomatisme és més complicat en el mantell de la Terra perquè la composició de la peridotita a altes temperatures pot ser canviada per infiltració de carbonat i silicat fosos i per fluids rics en diòxid de carboni.

## Tipus
Les roques metasomàtiques poden ser extremadament variades. Sovint aquestes roques estan feblement alterades i l'única evidència d'alteració és la lixiviació, el canvi de color o el canvi en la cristal·linitat dels minerals de mica.
En alguns casos, l'evidència geoquímica es pot trobar en processos d'alteració metasomàtiques. Aquest és normalment en la forma d'elements mòbils solubles com el bari, estronci, rubidi, calci i alguns elements terres rares.
Quan aquest procés esdevé extremadament avançat, els típics metasomitzats poden inclouere:
- Clorita o mica desplaçats de la roca, moscovita, i serpentina.
- Skarn (un tipus de silicat) típicament adjacent a les intrusons de granit i adjacent a litologies reactives com la pedra calcària el marbre i formacions de ferro en bandes.
- Dipòsits de greisen (roca granítica o pegmatítica molt alterades) dins del marges del granit i cupolas (petita massa de roques plutòniques).

Els efectes del metasomatisme en el mantell de pteridotita poden ser modals, en el qual es formen nous minerals, o críptics. En els críptics la composició mineral està canviada.
El metasomatisme modal pot donar com a resultat la formació d'amfíbol i flogopita. També s'atribueix al metasomatisme fluid o fos la formació de minerals com la dolomita, calcita, ilmenita, rútil i l'armalcolita.